# Mickaël Lumière
Pour les articles homonymes, voir Lumière (homonymie).
Mickaël Lumière est un acteur français né le 17 mai 1996 à Nice.
Il est principalement connu pour avoir joué le jeune Dov Mimran dans le film La Vérité si je mens ! Les débuts et incarné Grégory Lemarchal dans le téléfilm Pourquoi je vis en 2020.

## Biographie
Passionné de cinéma depuis l'enfance, Mickaël Lumière passe un baccalauréat scientifique. Après son diplôme universitaire de technologie en techniques de commercialisation à l'IUT de Nice, il déménage à Paris et devient élève au Cours Florent entre 2016 et 2018,.
La même année, il fait le buzz en parodiant les chansons On verra et Ma dope du rappeur Nekfeu. Les deux clips vidéo comptabilisent plusieurs millions de vues. Il fait également des apparitions sur YouTube aux côtés de Seb la Frite, Wil Aime ainsi que dans la web-série Baby Clash.[réf. nécessaire]
Après un bref passage dans Skam France et Plus belle la vie, Mickaël Lumière décroche son premier rôle au cinéma en 2019 dans le film de Lisa Azuelos, Mon bébé. Quelques mois plus tard, il rejoint le casting de La Vérité si je mens ! Les débuts.
En 2020, il interprète le rôle de Grégory Lemarchal dans Pourquoi je vis, un biopic diffusé sur TF1 et retraçant le parcours bouleversant du chanteur décédé en 2007 des suites de la mucoviscidose. Sa ressemblance physique avec Grégory Lemarchal a été particulièrement soulignée par les médias et la famille du chanteur,,,.
En 2022, il interprète Karim dans 4 épisodes de la série italo-allemande Blackout - Vite sospese (Black Out - Vies suspendues) diffusée en 2023 sur la chaine Rai 1.

## Filmographie

### Cinéma
- 2017 : Miracle Party de Thomas Simonin
- 2019 : Mon bébé de Lisa Azuelos : Louis
- 2019 : La Vérité si je mens ! Les débuts de Michel Munz et Gérard Bitton : Dov Mimran
- 2021 : Friendzone de Charles Van Thieghem : Thibault (Titi)

### Télévision
- 2018 : Skam France de David Hourrègue : Julien (Saison 2, épisode 7)
- 2018 : Plus belle la vie (1 épisode)[réf. nécessaire]
- 2020 : Pourquoi je vis, téléfilm de Laurent Tuel : Grégory Lemarchal
- 2021 : Mon ange (mini-série) d'Arnauld Mercadier : Maxime Varan
- 2022 : Dans l'ombre des dunes de Philippe Dajoux : Damien
- 2023 : Black Out - Vies suspendues : Karim (4 épisodes)
- 2025 : La Rebelle : Les Aventures de la jeune George Sand de Rodolphe Tissot : Alexandre Dumas

### Courts-métrages
- 2017 : La Relève de Laure Bisceglia : Jonathan
- 2017 : Un week-end entre amis de Joris Adu : Maxime
- 2017 : Four Days de Manon Fourquaux : le livreur de pizza
- 2023 : Coeur Pyromane de Robin Goffin et Nathan Villanneau : Marius